# Künstler-Künstler
Der Begriff Künstler-Künstler bezieht sich sowohl auf Künstler aus dem Bereich der Musik als auch auf bildende Künstler, stammt aus dem englischen Sprachgebrauch eines Artist’s Artist. Der Begriff wird in die deutsche Sprache mit Künstler der Künstler oder in jüngerer Zeit auch mit Künstler-Künstler übersetzt. Darunter werden jene Künstler zusammengefasst, die zu ihrer Zeit oder – in der Rückschau der Kunstgeschichtsschreibung – von ihren künstlerischen Kollegen für ihre Arbeiten besonders geschätzt werden und durch die Wertschätzung ihrer Kollegen besondere Aufmerksamkeit erfahren haben, und nicht wie gewöhnlich durch die Aufmerksamkeitsökonomien von Kunstmarkt, Kunstkritik oder Institutionen. Das kann durch persönliche Strategien der Verweigerung und des Rückzugs ebenso motiviert sein, wie durch Arbeiten, die sich formaler Zuschreibung und Kategorisierung zunächst entziehen.
Der engere Begriff des „Künstler-Künstlers“ hat sich erst vor dem Hintergrund des Kunstmarktbooms der letzten zehn bis 20 Jahre in seiner Bedeutung eingeengt, wird als handliches Schlagwort eingesetzt und macht in diesem Sinne deutlich, dass es neben marktgängigen Positionen in der zeitgenössischen Kunst weiterhin autonome Positionen gibt, die sich fernab des Marktprozesses behaupten.
Im Bereich des heutigen Kunstmarkts gelten die Künstler-Künstler oft als „Insidertipps“ von Künstlern, die an Kuratoren, Sammlern und Händlern weiterempfohlen werden. 